# ادوار بورگینیون
ادوار بورگینیون (انگلیسی: Édouard Bourguignon; ۱۸ اوت ۱۸۸۷ – ۱ ژانویهٔ ۲۰۰۰) از برندگان مدال‌های المپیک تابستانی ۱۹۲۰ اهل بلژیک بود.